# Maqsud Giray
Maqsud  Giray est un khan de Crimée ayant régné de 1767 à 1768 et de 1771 à 1773.

## Origine
Maqsud Giray est le fils de Selamet II Giray ; il devient le qalgha  de Krim Giray.

## Règne
Maqsud Giray est nommé khan par le gouvernement ottoman une première fois en juin 1767, après la mort brutale d'Arslan Giray, bien qu'un parti cherche à lui opposer Bakht Giray, le fils de Krim Giray. Maqsud désigne cependant ce même Bakht comme qalgha et son frère Muhammad Giray comme nureddin. En novembre 1768, Maqsud est déposé par la Sublime Porte qui estime qu'il n'est pas l'homme de la situation dans le contexte du début la guerre russo-turque de 1768-1774.
Après la fuite de Sélim III Giray, Maqsud est de nouveau nommé khan le 14 novembre 1771, toujours au détriment de Bakht Giray qu'il nomme une nouvelle fois qalgha et son frère Muhammad Giray nureddin.
Sahib II Giray s'oppose à lui dès mars 1772, et, en mai 1773, il perd la confiance de la Sublime Porte et doit renoncer face à son concurrent. Il est exilé à Samakof et doit ensuite se retirer à Fündüklü.

## Prospérité
Maqsud Giray est le père de Bahadir II Giray, nureddin de Sahib II Giray puis prétendant contre Chahin Giray.